# Peter J. Ratcliffe
Pour les articles homonymes, voir Ratcliffe et Radcliffe.
Peter John Ratcliffe est un médecin et professeur d'université britannique né le 14 mai 1954 à Morecambe (Lancashire, Angleterre). 
Il est lauréat du prix Nobel de physiologie ou médecine 2019 avec Gregg L. Semenza et William Kaelin Jr. pour leurs travaux sur le contrôle de l'oxygénation des cellules.

## Biographie
Peter J. Ratcliffe est né en 1954 dans le Lancashire et a fréquenté le Lancaster Royal Grammar School pour garçons. Il obtint une bourse ouverte au Gonville and Caius College de Cambridge en 1972 pour étudier la médecine à l'université de Cambridge, puis termina ses études à l'hôpital St Bartholomew de Londres. Qualifié en 1978, il s'installe à Oxford où il suit une formation en médecine rénale à l'université d'Oxford, avec un accent particulier sur l'oxygénation rénale.
En 1989, il changea de domaine pour fonder un nouveau laboratoire, obtenant une bourse de recherche senior du Wellcome Trust pour travailler sur les voies de détection de l'oxygène cellulaire. 
Au début des années 1980, les chercheurs étaient très peu informés des processus cellulaires fondamentaux conduisant à l'hypoxie. Tout cela a changé en 1989, lorsque Ratcliffe, qui avait suivi une formation de spécialiste des reins, a créé un laboratoire pour explorer la régulation de l'érythropoïétine, hormone responsable de la stimulation de la production de globules rouges, et que l'on sait qu'il est activé dans les reins. cellules à la suite d'une privation d'oxygène.
Le groupe de Ratcliffe a vite compris que les cellules rénales n’étaient pas les seules à réagir à l’hypoxie. Des dizaines de types de cellules, tant chez l'homme que chez d'autres organismes, pourraient activer l'érythropoïétine et d'autres gènes lorsqu'ils sont privés d'oxygène. S'appuyant sur ces découvertes, le groupe Ratcliffe a permis de découvrir une chaîne moléculaire détaillée d'événements que les cellules utilisent pour détecter l'oxygène. Cette même voie est également activée dans de nombreuses tumeurs cancéreuses, ce qui leur permet de créer de nouveaux vaisseaux sanguins pour soutenir leur croissance.
Une grande partie de la compréhension actuelle de l'hypoxie a émergé du laboratoire de Ratcliffe.
En 2019, en collaboration avec Gregg L. Semenza et William Kaelin Jr., on lui décerne le prix Nobel de physiologie ou médecine 2019 pour ses travaux sur le contrôle de l'oxygénation des cellules.